# Hinako (Insel)
Hinako (indonesisch Pulau Hinako) ist eine indonesische Insel in der Gruppe der Hinako-Inseln.

## Geographie
Die Inselgruppe, deren Hauptinsel Hinako ist, gehört zum Distrikt (Kecematen) Sirombu des Regierungsbezirks Westnias (indonesisch Kabupaten Nias Barat) in der Provinz Nordsumatra (indonesisch Sumatra Utara). Der Archipel befindet sich vor der Westküste der Insel Nias, westlich von Sumatra im Indischen Ozean.
Hinako ist dicht bewaldet und dünn besiedelt; Hauptort ist der gleichnamige Ort Hinako an der Südostküste der Insel.